# Tưởng Minh Hàn
Tưởng Minh Hàn (tiếng Trung: 蔣明翰; sinh ngày 6 tháng 10 năm 1986) là một cầu thủ bóng đá người Đài Loan hiện tại thi đấu ở vị trí hậu vệ ở cấp độ quốc gia và câu lạc bộ.